# Koča na Mangartskem sedlu
Koča na Mangartskem sedlu (1906 m) je planinska postojanka, ki leži sredi obširne planote pod Mangartskim sedlom (2072 m), v zahodnem vznožju kupole Mangarta.
Prvotna koča je bila zgrajena v letih 1873–75 s strani beljaške sekcije Nemško-avstrijskega planinskega društva. Po delnem uničenju med prvo svetovno vojno jo je leta 1924 obnovilo italijansko planinsko društvo CAI iz Trsta. Po nemškem požigu koče v drugi svetovni vojni je bila 1956 zgrajena nova planinska koča tik pod sedlom, vendar je sčasoma povsem propadla. Po njenem zaprtju 1981 je bila v nekdanji obmejni stražarnici, ki je služila varovanju rapalske meje kot del druge cone (Zona di Resistenza) alpskega zidu, urejena začasna koča, odprta 1. julija 1983. Upravlja jo PD Bovec.

## Dostopi
- 13 km po cesti s Predela,
- 2½-3h: s Predela (1156 m),
- 3½: s Koritniške planine (1069 m).

## Prehodi
- 1½h: do Bivaka Nogara na italijanski strani Mangarta, preko prevala Čez Travnik (2166 m, med Rateškim Malim Mangartom in Travnikom, imenovanim tudi Strmi nos);

## Vzponi na vrhove
- 1½ h: Mangart (2679 m), po slovenski smeri,
- 2 h: Mangrt, po italijanski smeri.